# Újezd (ort i Tjeckien, Vysočina)
Újezd är en ort i Tjeckien.   Den ligger i regionen Vysočina, i den centrala delen av landet, 120 km sydost om huvudstaden Prag. Újezd ligger 577 meter över havet och antalet invånare är 219.
Terrängen runt Újezd är platt. Runt Újezd är det ganska glesbefolkat, med 39 invånare per kvadratkilometer. Närmaste större samhälle är Žďár nad Sázavou, 7,7 km nordost om Újezd. Omgivningarna runt Újezd är en mosaik av jordbruksmark och naturlig växtlighet.